# شيلبي روبرتسون
شيلبي روبرتسون (بالإنجليزية: Shelby Robertson)‏ هو فنان قصص مصورة أمريكي، ولد في 1978.